# La Collancelle
La Collancelle är en kommun i departementet Nièvre i regionen Bourgogne-Franche-Comté i de centrala delarna av Frankrike. Kommunen ligger i kantonen Corbigny som tillhör arrondissementet Clamecy. År 2022 hade La Collancelle 161 invånare.

## Befolkningsutveckling
Antalet invånare i kommunen La Collancelle
| Referens: INSEE |